# Samuel-Ogbemudia-Stadion
Samuel-Ogbemudia-Stadion (englisch Samuel Ogbemudia Stadium) ist ein Stadion in Benin City, Nigeria. Es fasst 20.000 Zuschauer und wird zurzeit hauptsächlich als Fußballstadion genutzt. 
Der heimische Fußballverein Bendel Insurance trägt hier seine Heimspiele aus.
Das Stadion wurde nach dem ehemaligen Gouverneur Samuel Ogbemudia benannt. Vorher hieß es „Ogbe Stadium“.
In Vorbereitung auf das National Sports Festival 2020 fanden drei Jahre andauernde, umfangreiche Umbauten und Renovierungen des Stadions statt. Unter anderem wurden zwei zusätzliche Anzeigetafeln und Flutlichter installiert, ein weiteres Schwimmbecken und eine Turnhalle errichtet und die Sicherheitsmaßnahmen verstärkt.